# Нойщат ан дер Айш
Нойщат ан дер Айш (на немски: Neustadt an der Aisch) е град в Бавария, Германия, с 12 520 жители (31 декември 2014).